# Triazole
Les triazoles sont des composés organiques cyclique comportant un cycle à 5 atomes, comportant deux double liaisons et 3 atomes d'azote et donc de formule brute C2H3N3. Elles sont aromatiques et font partie des cycles excédentaires en électrons.
Selon la position des atomes d'azote, on distingue les 1,2,3-triazoles (appelées V-triazoles) et les 1,2,4-triazoles (appelées S-triazoles).

## Structure
- 1,2,3-triazole
- 1,2,4-triazole

1H-1,2,3-triazole
2H-1,2,3-triazole
1H-1,2,4-triazole
4H-1,2,4-triazole